# Alizé Lim
Alizé Lim (sinh ngày 13 tháng 7 năm 1990 tại Paris) là vân động viên quần vợt chuyên nghiệp người Pháp.
Vị trí bảng xếp hạng WTA cao nhất trong sự nghiệp của cô là vị trí số 135 thế giới mà cô đạt được vào ngày 26 tháng 5 năm 2014. Vị trí cao nhất trong bảng xếp hạng đôi của cô là vị trí số 231 thế giới vào ngày 12 tháng 8 năm 2013.
Lim đánh cặp với người đồng hương Victoria Larrière trong giải đôi nữ Pháp Mở rộng năm 2011 và thua trong trận đầu tiên trước Bethanie Mattek-Sands và Meghann Shaughnessy.
Cô ra mắt Grand Slam lần đầu tiên tại Giải quần vợt Pháp Mở rộng 2014, với vé đặc cách không tham gia vòng loại. Cô thua vòng một trước người đồng đội tập luyện thường xuyên và là tay vợt số 1 thế giới lúc đó Serena Williams.